# لی زالر
لی زالر (انگلیسی: Lee Zahler; ۱۴ اوت ۱۸۹۳ – ۲۱ فوریهٔ ۱۹۴۷) آهنگساز اهل ایالات متحده آمریکا بود.
وی آهنگساز فیلم‌هایی همچون طلا، قانون وحش و اسب شیطان بوده است.